# Der Bulle von Tölz: Tod eines Priesters
Tod eines Priesters ist ein deutscher Fernsehfilm von Walter Bannert aus dem Jahr 1999 nach einem Drehbuch, das er zusammen mit Regina Gmeiner schrieb. Es ist die 23. Folge der Krimiserie Der Bulle von Tölz mit Ottfried Fischer als Hauptdarsteller in der Rolle des Hauptkommissars Benno Berghammer. Die Erstausstrahlung erfolgte am 20. Oktober 1999 auf Sat.1.

## Handlung
Die kurdische Asylbewerber-Familie Gürkan hat in der Kirche von Pater Arnold Unterschlupf gefunden, um einer Abschiebung zu entgehen. Das ganze Dorf unterstützt sie: Resi Berghammer versorgt sie mit Kuchen und eine Gruppe von Priesterseminaristen bringt täglich Essen. Doch nun steht ihre Abschiebung in die Türkei unmittelbar bevor. Pater Arnold will sich nicht länger der Anordnung des Bischofs Meininger widersetzen, die Flüchtlinge an die Behörden auszuliefern, weshalb es zu einem Streit mit dem Novizen Johannes kommt. Mitten in der Nacht bringen Johannes und seine Kollegen die Gürkans heimlich an einen anderen Ort.
Am nächsten Morgen findet die Haushälterin Maria Burgicz in der Kirche ihren toten Pfarrer, der von der Empore gestürzt sein muss. Als Kommissar Benno Berghammer zum Tatort eilt, stellt er fest, dass vor der Kirche ein Abschiebekommando unter der Leitung von Staatsanwältin Dr. Zirner steht und Einlass begehrt. Maria Burgicz öffnet jedoch erst, als Berghammer anklopft.
Bei der Besichtigung der Empore nimmt der Kommissar einen intensiven Knoblauchgeruch wahr, kann aber dessen Bedeutung zunächst nicht einordnen. Für Staatsanwältin Zirner steht sogleich fest, dass die Asylbewerber den Pfarrer umgebracht haben.
Die Ermittlungen führen Benno Berghammer und seine Kollegin Sabrina Lorenz schnell zu dem Priesterseminar, doch die vier Jungen schweigen beharrlich über den Aufenthaltsort der Familie Gürkan. Die Staatsanwältin beauftragt daher Polizist Anton Pfeiffer, die Seminaristen zu beschatten. Seine Bemühungen werden belohnt, als Resi Berghammer zum Novizen Lukas in den Pick-up des Klosters steigt und mit ihm wegfährt. Auf dem Weg zum neuen Zufluchtsort – einem Nonnenkloster – steigt auch noch Frau Berghammers ehemalige Gynäkologin Dr. Schweiger ein, die sich um die hochschwangere Frau Gürkan kümmern soll. Als Pfeiffer die Flüchtlinge herausholen will, stößt er auf so heftigen Widerstand, dass er unverrichteter Dinge abzieht und die Staatsanwältin verständigt. Doch als diese sich im Nonnenkloster umsieht, ist von Familie Gürkan keine Spur mehr zu finden.
Im Beisein der Kommissare reden der Bischof und Prälat Hinter dem Novizen Johannes ins Gewissen und setzen ihn unter Druck, weil der Bischof sich in Rom dafür verwendet hat, dass Johannes einen Studienplatz an einer Päpstlichen Universität bekommt, doch Johannes weigert sich nach wie vor, das Versteck der Flüchtlinge preiszugeben.
Als Benno Berghammer erfährt, dass seine Mutter die kurdische Familie in ihrer Pension versteckt, ist er zunächst außer sich; andererseits bringt dieser Umstand die Ermittlungen endlich weiter. Sabrina Lorenz, die von einem früheren Liebhaber Türkisch gelernt hat, erfährt von Frau Gürkan, dass nicht nur sie, sondern auch Maria Burgicz schwanger ist; wer der Vater ist, weiß sie nicht.
Die Laborergebnisse der Spurensicherung lassen in Kommissar Berghammer die Theorie aufkeimen, dass Frau Burgicz von Johannes schwanger ist, und weil ein Priester mit Kind an einer Päpstlichen Universität undenkbar ist, hätte es das Aus für das Studium im Vatikan bedeutet. Berghammer vermutet, dass Pater Arnold von der Schwangerschaft erfahren und Johannes aufgefordert hat, den Priesterberuf aufzugeben, um Maria Burgicz zu heiraten. Johannes streitet alles ab, lediglich die Vaterschaft räumt er ein, als der Kommissar Frau Burgicz hereinholt; allerdings ist ein Nachweis nicht mehr möglich, weil die Haushälterin am Vortag einen Schwangerschaftsabbruch hat durchführen lassen, um Johannes’ Karriere nicht im Weg zu stehen. Doch als Berghammer ihn mit den Fasern seiner Hose und den knoblauchbehafteten Schuhen in Größe 45 konfrontiert, sagt er aus, der Pfarrer habe ihm gedroht, dem Bischof alles zu erzählen, wenn er die Verantwortung nicht übernehmen wolle. Pater Arnold habe ihn am Pullover gepackt und fertig gemacht; da habe er ihn weggestoßen, worauf dieser das Gleichgewicht verloren habe und über die Brüstung gestürzt sei.
In der Zwischenzeit haben Resi Berghammer und Sabrina Lorenz sich als Hebammen betätigt und freuen sich mit Familie Gürkan über ein gesundes Zwillingspärchen.

## Hintergrund
Die Dreharbeiten wurden in Bad Tölz, Sonntagberg (Basilika Sonntagberg) und Seitenstetten (Stift Seitenstetten) durchgeführt; als Schauplatz für die „Pension Resi“ diente das Hollerhaus Irschenhausen.